# Польский, Анатолий Афанасьевич
Анатолий Афанасьевич Польский (1921 — 2019) — советский генерал-майор авиации, первый руководитель НИИАО (1983—1990).

## Биография
Родился 9 августа 1921 года в селе Бурты Киевской области. 
С 1942 года после окончания Военно-воздушной академии имени Н. Е. Жуковского, руководил воздушно-стрелковой службой 862-го иап, 101 гиап и с 1943 года — 41-го гиап и 217-й иад, участвовал в боевых действиях на Северо-Кавказском и Воронежском фронтах Великой Отечественной войны. 
С 1943 года — преподаватель Высшей офицерской школы технических войск Красной Армии (ВОШТВ КА). С 1945 года служил в ГК НИИ ВВС — старшим инженером-испытателем, с 1949 года — начальник Отдела  испытаний авиационных оптических прицелов стрельбы и бомбометания, с 1955 года заместитель начальника и с 1959 по 1974 годы — начальник Управления испытаний специального оборудования самолётов. Польский А. А. участвовал в отработке и испытаниях ракетного вооружения, прицельных комплексов стрельбы и бомбометания, комплексов бортового оборудования боевых и транспортных самолетов. В 1968 году Анатолий Афанасьевич Польский был включён в состав экспертной группы при Военно-промышленной комиссии Совета Министров СССР, проводившей дополнительное расследование гибели Юрия Алексеевича Гагарина.
В 1974 году назначен заместителем начальника ЛИИ имени М. М. Громова, внёс большой вклад в становление и развитие научных направлений института, руководил работами над системами захода на посадку пассажирских лайнеров,  разработками по снижению метеозависимости самолётов, испытаниями  комплекса  А-50 «Шмель», так же с 1975 по 1990 годы Польский А. А. был научным руководителем программы эргономических исследований. 
С 1983 по 1990 год — первый руководитель НИИАО, под его руководством создавался первый отечественный комплекс цифрового пилотажно-навигационного оборудования для Ил-96, Ил-114 и Ту-204, формировались научно-производственная база института и его кадровый состав.
С 1990 года — руководитель совместного советско-датского предприятия по поставкам и ремонту вычислительной техники для авиационной промышленности. С 1993 года снова в НИИАО — главный конструктор пилотажного комплекса для Ил-114 и заместитель начальника отделения перспективных разработок. 
Умер 13 марта 2019 года в Щёлково.

## Награды
- Орден Октябрьской революции
- Орден Отечественной войны  1 степени
- Орден Трудового Красного Знамени
- Два ордена Красной Звезды
- Две медали «За боевые заслуги»
- Медаль «За победу над Германией в Великой Отечественной войне 1941—1945 гг.»
- Медаль «30 лет Советской Армии и Флота»